# Madingwana
Madingwana is een dorp in het district Southern in Botswana. De plaats telt 310 inwoners (2011).